# Catherine Mühlemann
Catherine Mühlemann (* 15. September 1966 in Bern) ist eine Schweizer Medienmanagerin.

## Leben
Catherine Mühlemann studierte an der Universität Bern Germanistik, Medienwissenschaften, Staatsrecht und Betriebswirtschaft. Im Jahr 1994 begann sie ihre berufliche Laufbahn als Medienreferentin beim öffentlich-rechtlichen Schweizer Fernsehen SF DRS. Ab 1997 leitete sie dort als Programmreferentin den Aufbau des zweiten Kanals SF2 sowie die Programmstrategie der beiden Kanäle SF1 und SF2. 1999 wechselte sie als Programmdirektorin und Mitglied der Geschäftsleitung zum ersten Schweizer Privatkanal TV3.
Im Mai 2001 folgte Mühlemann dem Ruf von MTV Networks und übernahm als CEO MTV Central die Geschäftsführung der beiden Sender MTV und VH1 in Deutschland, Österreich und der Schweiz. 2003 erweiterte sich ihre Verantwortung um die sogenannten Emerging Markets, die Wachstumsmärkte in Osteuropa und dem Mittleren Osten. Ab Mai 2004 war sie Geschäftsführerin von MTV Central & Emerging Markets mit Unternehmenssitz in Berlin. Nach Abschluss der Übernahme der VIVA Media AG durch den MTV-Eigentümer Viacom zeichnete Mühlemann ab 2005 als Vorstandsvorsitzende der VIVA Media AG auch für das Fernsehgeschäft der VIVA-Mediengruppe verantwortlich. Die MTV-Networks-Sendergruppe bestand nun aus den Marken MTV, VIVA, Nick, Comedy Central, Game One und VH1. Insgesamt verantwortete Mühlemann 20 Fernsehkanäle in 25 Ländern, die mehr als 70 Millionen Haushalte in Zentraleuropa und dem Nahen und Mittleren Osten erreichen. 2008 verliess sie MTV Networks; ihr Nachfolger in der Position des Managing Directors von MTV Networks Germany wurde am 1. Juni 2008 Dan Ligtvoet. Von 2006 bis 2019 war sie im Verwaltungsrat der Swisscom AG.
Heute ist Catherine Mühlemann als selbständige Unternehmerin und Medienmanagerin tätig. Sie hatte oder hat Einsitz in verschiedenen Verwaltungs- und Aufsichtsräten, z. B. bei Schweiz Tourismus (bis Ende März 2025) oder der Jungfraubahn Holding AG. Zusätzlich steht sie der Stiftung Swiss Films als Präsidentin vor, welche das Marketing und den Verleih von Schweizer Filmen national und international unterstützt. Als Mutter eines bereits erwachsenen Sohnes lebt sie in der Schweiz.

## Auszeichnungen
- 2005: Verdienstorden des Landes Berlin